# Лукша, Павел Олегович
Павел Олегович Лукша (род. 1977) — основатель международной инициативы Global Education Futures, эксперт Центра трансформации образования СКОЛКОВО (SEDeC), сооснователь глобальной лаборатории экосистемного лидерства Weaving Lab, международных движений Living Cities Earth, Learning Planet, Future of Capital. Автор метода Rapid Foresight, используемого в свыше 20 стран мира, и метода оценки навыков будущего Skills Technology Foresight.  

## Биография
Получил степень магистра экономики в ГУ ВШЭ, степень кандидата экономических наук — в Центральном экономико-математическом институте РАН. Работал в российских корпорациях (Северсталь, Соллерс) и международных консалтинговых компаниях (Accenture, Arcadis, Alvarez & Marsal), а также в собственных стартапах.
С 2009 по 2020 гг. - профессор практики Московской школы управления СКОЛКОВО. Был одним из со-разрабочиков подхода "интегрированных программ", ставшего отличительной особенностью СКОЛКОВО. Руководил образовательными программами для нефтегазового сектора, электроэнергетики, атомной промышленности (в т.ч. был директором программы «Управление технологическими инновациями в РОСАТОМе», которая получила ведущую мировую награду). С 2014 г. работал с Центром трансформации образования по направлениям развития профессионального образования в России.  Автор онлайн-курса "Образование будущего" о тенденциях, меняющих систему образования в России и в мире, а также о навыках и знаниях, необходимых людям и организациям, чтобы отвечать на новые вызовы и возможности. В 2018-2022 гг. курс прошло более 18 тысяч руководителей учебных учреждений и лидеров образовательных проектов из 27 стран мира.
С 2015 г. развивает международную инициативу Global Education Futures, объединившую лидеров трансформации образования из более 50 стран. Под руководством П. Лукши проведены несколько передовых международных исследований о будущем образования и навыков, в т.ч. "Будущее образования: глобальная повестка" (2015 г.), "Навыки будущего" (2017 г.), "Образовательные экосистемы для общественной трансформации" (2018 г.), "Образовательные экосистемы: возникающая практика" (крупнейшее на 2020 г. исследование глобальных образовательных экосистем), "Мирное будущее: дорожная карта создания цивилизации на принципах мира" (2023 г.).

## Работа по форсайтам

### Форсайты образования и навыков
В октябре 2010 г. в рамках образовательного лагеря EduCamp впервые в России был проведен форсайт образования. Результаты этого форсайта были обобщены в «картах будущего», которые с 2011 г. публиковало и распространяло Агентство стратегических инициатив, на основе материалов  форсайта была оказана поддержка сотням проектов развития в сфере среднего и высшего профессионального образования. С 2015 г. форсайт образования был выведен в пространство глобального диалога, и в рамках инициативы Global Education Futures были проведены десятки международных форсайт-сессий в Западной Европе, Северной и Южной Америке, Африке, Южной и Восточной Азии, Австралии и Новой Зеландии.
С конца 2011 г. исследовательская группа под руководством П.Лукши начала работу по теме «навыки будущего», в рамках которой было проанализировано будущее мира профессий и компетенций в десятках секторов и новых отраслей экономики. Первым результатом этой работы стал «Атлас новых профессий», опубликованный в начале 2014 г. и собравший более сотни примеров профессий будущего. В 2015 г. вышла вторая, а в 2020 г. - третья редакция «Атласа», круг отраслей расширился до 30 (более 80 % национальной экономики), а число описанных профессий приблизилось к 250 — это самый обширный сборник профессий будущего среди аналогичных международных проектов. По состоянию на 2023 г., команда "Атласа" участвовала также в создании национальных "Атласов новых профессий" Казахстана и ЮАР, а также "Атласа зеленых профессий будущего" для ЕС.
П. Лукша руководил проектом с Международной организацией труда, в рамках которого российская методика форсайта компетенций была доработана до международной методологии Skills Technology Foresight — первой форсайт-методики из России, широко применяемой за её пределами. Методика применялась для прогнозирования потребностей специалистов будущего в Армении, Вьетнаме, Тунисе, Танзании, ЮАР, Аргентине, Саудовской Аравии и других странах. В 2020 г. командой П. Лукши при поддержке международного движения WorldSkills было проведено исследование "Навыки будущего для 2020-х", ставшее одним из крупнейших международных исследований навыков будущего в пост-ковидную эпоху.

### Rapid Foresight и Форсайт флот
Методика Rapid Foresight («быстрый форсайт») была создана в 2010 г. для проведения первого форсайта образования, а с 2011 г. началось самостоятельное применение этой методики. С 2012 по 2017 гг. на основе данной методики был создан формат формат интенсивного «ретрита о будущем» "Форсайт-флот" (П.Лукша выступал программным директором Флота в 2012, 2013 и 2015 гг.). В 2013 г. была создана первая "Точка кипения" - пространство размышления о будущем, определяемая создателями как "Форсайт-флот на приколе", и П.Лукша выступил одним из со-основателей формата (к настоящему моменту существует более 140 "Точек" в России и Казахстане).